# Programmeringsverktyg
Ett programmeringsverktyg är ett eller flera datorprogram som används för att utveckla andra datorprogram. Det kan vara en textredigerare, en kompilator eller en avlusare. Tillsammans kan de bilda en integrerad utvecklingsmiljö.